# Lymanopoda marginalis
Lymanopoda marginalis är en fjärilsart som beskrevs av Otto Staudinger. Lymanopoda marginalis ingår i släktet Lymanopoda och familjen praktfjärilar. Inga underarter finns listade i Catalogue of Life.